# Fons laetitiae
Fons laetitiae (bron van plezier) is een compositie van de Deen Per Nørgård. Nørgård componeerde het werk in eerste instantie voor tenor en luit, maar arrangeerde het later (2000-2001) voor sopraan en harp of orgel.
Fons laetitiae is onlosmakelijk verbonden met de derde symfonie van Nørgård. In die symfonie componeerde hij twee zogenaamde Maria-melodielijnen, die hij in werken die daarop volgden (her)gebruikte. Hij voegde daarin een nieuwe melodielijn Flos ut rosa (ook van hemzelf) en ook die melodie dook op in latere composities. Tevens legde de componist met een Latijnse tekst een verbinding tussen Maria en Maris (zee) en zo begint deze compositie dan ook: Ave Maris Stella (Gegroet, Ster van de zee), Ave Maria, Gracia Plena (Gegroet Maria, vol van gratie).
Zowel die symfonie als dit lied is gebaseerd op de “oneindigheidsreeks”, een zelfbedachte compositiestijl. Deze oneindigheidsreeks voert terug naar eenvoudige harmoniestructuren. Het jaar waarin Fons laetitiae oorspronkelijk geschreven is, liet nog veel klassieke muziek van de 20e eeuw horen, doch dit lied kent een haast natuurlijke zangbeweging boven een zeer stille begeleiding. De zangstem van de sopraan lijkt boven het natuurlijke uit te stijgen, daarin af en toe bijgestaan door de harpiste. Het lied kent een serene toonvoering. De schrijver van de tekst is onbekend (Anonymus) .

## Discografie
- Uitgave Dacapo : Bente Vis (sopraan) en Tine Rehling (harp).